# Rudra oriximina
Rudra oriximina är en spindelart som beskrevs av Galiano 1984. Rudra oriximina ingår i släktet Rudra och familjen hoppspindlar. Inga underarter finns listade i Catalogue of Life.